# Bodilprisen for bedste mandlige hovedrolle
Bodilprisen for bedste mandlige hovedrolle er en filmpris, der i årene 1948 til 2024 blev uddelt ved den årlige Bodilprisuddeling arrangeret af foreningen Danske Filmkritikere, og som havde til formål at hylde den bedste mandlige præstation i en hovedrolle. Prisen blev uddelt ved den første bodiluddeling i 1948 og sidste gang ved Bodiluddelingen 2024. Fra og med uddelingen i 2025 uddeles ikke kønsopdelte priser.
Som med de øvrige priser ved Bodiluddelingen var dommerkomitéen ikke pålagt at skulle uddele prisen såfremt der ikke kunne findes nogen værdige kandidater, hvilket kun skete fem gange i uddelingens historie.
Skuespillerne Jesper Christensen og Mads Mikkelsen har begge rekorden i kategorien for flest modtagne nomineringer og modtagelse, da begge har fem nomineringer og fire vundne priser.
Den yngste nominerede i kategorien er Bertram Bisgaard for sin rolle i Skyggen i mit øje (2021), da han modtog nomineringen som 15-årig i 2022.
Ved den 75. Bodilprisuddeling i 2022 blev prisen for første gang i historien tildelt en stemmepræstation, da Anders Matthesen modtog prisen for sit arbejde på den animerede komedie Ternet Ninja 2 (2021).

## Prismodtagere

### 1940'erne
| År   | Skuespiller     | Film               |
| ---- | --------------- | ------------------ |
| 1948 | Poul Reichhardt | Soldaten og Jenny  |
| 1949 | Mogens Wieth    | Kampen mod uretten |

### 1950'erne
| År   | Skuespiller           | Film                  |
| ---- | --------------------- | --------------------- |
| 1950 | Erik Mørk             | Susanne               |
| 1951 | Preben Lerdorff Rye   | I gabestokken         |
| 1952 |                       |                       |
| 1953 | Per Buckhøj           | Adam og Eva           |
| 1954 | Angelo Bruun          | Hendes store aften    |
| 1955 | Emil Hass Christensen | Ordet                 |
| 1956 | Ove Sprogøe           | På tro og love        |
| 1957 | Peter Malberg         | Ingen tid til kærtegn |
| 1958 | Gunnar Lauring        | Krudt og klunker      |
| 1959 | Preben Lerdorff Rye   | En fremmed banker på  |

### 1960'erne
| År   | Skuespiller      | Film                     |
| ---- | ---------------- | ------------------------ |
| 1960 | Kjeld Petersen   | Vi er allesammen tossede |
| 1961 | Henning Moritzen | Forelsket i København    |
| 1962 | John Price       | Duellen                  |
| 1963 | Jarl Kulle       | Den kære familie         |
| 1964 | Ole Wegener      | Sekstet                  |
| 1965 | Morten Grunwald  | Fem mand og Rosa         |
| 1966 | John Price       | Naboerne                 |
| 1967 | Per Oscarsson    | Sult                     |
| 1968 | Jesper Langberg  | Sådan er de alle         |
| 1969 | Jesper Klein     | Balladen om Carl-Henning |

### 1970'erne
| År   | Skuespiller        | Film                           |
| ---- | ------------------ | ------------------------------ |
| 1970 |                    |                                |
| 1971 | Paul Scofield      | Kong Lear                      |
| 1972 | Ove Sprogøe        | Den forsvundne fuldmægtig      |
| 1973 | Ole Ernst          | Flugten                        |
| 1974 | Dirch Passer       | Mig og Mafiaen                 |
| 1975 | Ove Sprogøe        | Olsen-bandens sidste bedrifter |
| 1976 |                    |                                |
| 1977 | Jens Okking        | Strømer                        |
| 1978 | Frits Helmuth      | Lille spejl                    |
| 1979 | Jesper Christensen | Hør, var der ikke en som lo?   |

### 1980'erne
| År   | Skuespiller           | Film                  |
| ---- | --------------------- | --------------------- |
| 1980 | Allan Olsen           | Johnny Larsen         |
| 1981 | Buster Larsen         | Jeppe på bjerget      |
| 1982 | Otto Brandenburg      | Gummi-Tarzan          |
| 1983 | Ole Ernst             | Der er et yndigt land |
| 1984 | Peter Hesse Overgaard | Isfugle               |
| 1985 |                       |                       |
| 1986 |                       |                       |
| 1987 | Michael Falch         | Mord i mørket         |
| 1988 | Max von Sydow         | Pelle Erobreren       |
| 1989 | Ole Lemmeke           | Himmel og helvede     |

### 1990'erne
| År   | Skuespiller         | Film                 |
| ---- | ------------------- | -------------------- |
| 1990 | Frits Helmuth       | Dansen med Regitze   |
| 1991 | Tommy Kenter        | Lad isbjørnene danse |
| 1992 | Ole Lemmeke         | De nøgne træer       |
| 1993 | Søren Østergaard    | Kærlighedens smerte  |
| 1994 | Frits Helmuth       | Det forsømte forår   |
| 1995 | Ernst-Hugo Järegård | Riget                |
| 1996 | Ulf Pilgaard        | Farligt venskab      |
| 1997 | Max von Sydow       | Hamsun               |
| 1998 | Holger Juul Hansen  | Riget II             |
| 1999 | Ulrich Thomsen      | Festen               |

### 2000'erne
| År   | Skuespiller        | Film                   |
| ---- | ------------------ | ---------------------- |
| 2000 | Henrik Lykkegaard  | Bornholms stemme       |
| 2001 | Jesper Christensen | Bænken                 |
| 2002 | Jens Okking        | At klappe med én hånd  |
| 2003 | Jens Albinus       | At kende sandheden     |
| 2004 | Ulrich Thomsen     | Arven                  |
| 2005 | Mads Mikkelsen     | Pusher 2               |
| 2006 | Jesper Christensen | Drabet                 |
| 2007 | Nicolas Bro        | Offscreen              |
| 2008 | Jesper Asholt      | Kunsten at græde i kor |
| 2009 | Jakob Cedergren    | Frygtelig lykkelig     |

### 2010'erne
| År                   | Skuespiller                | Rolle(r)                  | Film |
| -------------------- | -------------------------- | ------------------------- | ---- |
| 2010                 |                            |                           |      |
| Willem Dafoe         | He                         | Antichrist                |      |
| Kristian Halken      | Vagn Bendtsen              | Oldboys                   |      |
| Cyron Bjørn Melville | Daniel                     | Vanvittig forelsket       |      |
| Lars Mikkelsen       | Martin Vinge               | Headhunter                |      |
| 2011                 |                            |                           |      |
| Pilou Asbæk          | Rune                       | R                         |      |
| Jakob Cedergren      | Nick                       | Submarino                 |      |
| David Dencik         | Jimmy                      | Broderskab                |      |
| Mikael Persbrandt    | Anton                      | Hævnen                    |      |
| Peter Plauborg       | Nicks bror                 | Submarino                 |      |
| 2012                 |                            |                           |      |
| Nikolaj Lie Kaas     | Dirch Passer               | Dirch                     |      |
| Jesper Christensen   | Rikard Rheinwald           | En familie                |      |
| Anders W. Berthelsen | Christian                  | Superclásico              |      |
| 2013                 |                            |                           |      |
| Mikkel Boe Følsgaard | Christian den 7.           | En kongelig affære        |      |
| Pilou Asbæk          | Mikkel                     | Kapringen                 |      |
| Lars Mikkelsen       | Per                        | Viceværten                |      |
| Mads Mikkelsen       | Johann Friedrich Struensee | En kongelig affære        |      |
| Søren Malling        | Peter C. Ludvigsen         | Kapringen                 |      |
| 2014                 |                            |                           |      |
| Mads Mikkelsen       | Lucas                      | Jagten                    |      |
| Jakob Cedergren      | Johannes                   | Sorg og glæde             |      |
| Gustav Dyekjær Giese | Casper                     | Nordvest                  |      |
| Nicolas Bro          | Mogens Glistrup            | Spies & Glistrup          |      |
| Stellan Skarsgård    | Seligman                   | Nymphomaniac              |      |
| 2015                 |                            |                           |      |
| Henrik Birch         | Kesse                      | Klumpfisken               |      |
| Villads Boye         | Martin                     | Kapgang                   |      |
| Mikael Persbrandt    | Thomas Jacob               | En du elsker              |      |
| Uffe Rørbæk          | Jørgen                     | Det andet liv             |      |
| 2016                 |                            |                           |      |
| Roland Møller        | Sgt. Carl Rasmussen        | Under sandet              |      |
| Joachim Fjelstrup    | Eik Skaløe                 | Steppeulven               |      |
| Peter Plaugborg      | Poul Brink                 | Idealisten                |      |
| Pilou Asbæk          | Claus Michael Pedersen     | Krigen                    |      |
| Ulrich Thomsen       | Richard Møller Nielsen     | Sommeren ’92              |      |
| 2017                 |                            |                           |      |
| Søren Malling        | Kjeld                      | Forældre                  |      |
| David Dencik         | Arne Itkin                 | Fuglene over sundet       |      |
| Mikkel Boe Følsgaard | Thomas                     | De standhaftige           |      |
| Martin Buch          | Adam                       | Swinger                   |      |
| Ulrich Thomsen       | Erik                       | Kollektivet               |      |
| 2018                 |                            |                           |      |
| Dejan Čukić          | Claus                      | Fantasten                 |      |
| Mikkel Boe Følsgaard | Jørgen Hansen              | Den bedste mand           |      |
| Sebastian Jessen     | Kristian                   | Mens vi lever             |      |
| Elliott Crosset Hove | Emil                       | Vinterbrødre              |      |
| Dar Salim            | Zaid                       | Underverden               |      |
| 2019                 |                            |                           |      |
| Jakob Cedergren      | Asger Holm                 | Den skyldige              |      |
| Anders Matthesen     | Ternet Ninja (stemme)      | Ternet Ninja              |      |
| Ardalan Esmaili      | Esmail                     | Charmøren                 |      |
| Matt Dillon          | Jack                       | The House That Jack Built |      |
| Rasmus Bjerg         | John Mogensen              | Så længe jeg lever        |      |

### 2020'erne
| År                       | Skuespiller                | Rolle                      | Film |
| ------------------------ | -------------------------- | -------------------------- | ---- |
| 2020                     |                            |                            |      |
| Jesper Christensen       | Jens                       | Før frosten                |      |
| Esben Smed               | Daniel Rye                 | Ser du månen, Daniel       |      |
| Jacob Lohmann            | Markus Føns                | De frivillige              |      |
| Mohammed Ismail Mohammed | Zakaria                    | Danmarks sønner            |      |
| Zaki Youssef             | Ali                        | Danmarks sønner            |      |
| 2021                     |                            |                            |      |
| Mads Mikkelsen           | Martin                     | Druk                       |      |
| Jacob Lohmann            | Mike Andersen              | Shorta                     |      |
| Mikkel Boe Følsgaard     | Thomas/Agnete              | En helt almindelig familie |      |
| Simon Sears              | Jens Høyer                 | Shorta                     |      |
| Ulrich Thomsen           | Henrik Kauffmann           | Vores mand i Amerika       |      |
| 2022                     |                            |                            |      |
| Anders Matthesen         | Flere roller               | Ternet Ninja 2             |      |
| Alex Høgh Andersen       | Frederik                   | Skyggen i mit øje          |      |
| Bertram Bisgaard         | Henry                      | Skyggen i mit øje          |      |
| Nikolaj Coster-Waldau    | Carsten                    | Smagen af sult             |      |
| Simon Bennebjerg         | Thorkild Bjørnvig          | Pagten                     |      |
| 2023                     |                            |                            |      |
| Elliott Crosset Hove     | Lucas                      | Vanskabte land             |      |
| Anders W. Berthelsen     | Flemming 'Bamse' Jørgensen | Bamse                      |      |
| Mehdi Bajestani          | Saeed                      | Holy Spider                |      |
| Morten Hee Andersen      | Anders                     | Krysantemum                |      |
| Ole Sørensen             | Egon                       | Resten af livet            |      |
| 2024                     |                            |                            |      |
| Mads Mikkelsen           | Ludvig von Kahlen          | Bastarden                  |      |
| Dar Salim                | Zaid                       | Underverden II             |      |
| Lars Brygmann            | Victor Andreasen           | Toves værelse              |      |
| Nicolai Jørgensen        | Viktor Leth                | Viktor mod verden          |      |
| Sylvester Byder          | Henrik                     | Synkefri                   |      |

## Oversigt
| Skuespiller        | Antal nomineringer | Antal vundne |
| ------------------ | ------------------ | ------------ |
| Jesper Christensen | 5                  | 4            |
| Mads Mikkelsen     | 5                  | 4            |
| Frits Helmuth      | 3                  | 3            |
| Ove Sprogøe        | 3                  | 3            |